# 斯特罗齐广场
43°46′16.65″N 11°15′8.33″E / 43.7712917°N 11.2523139°E

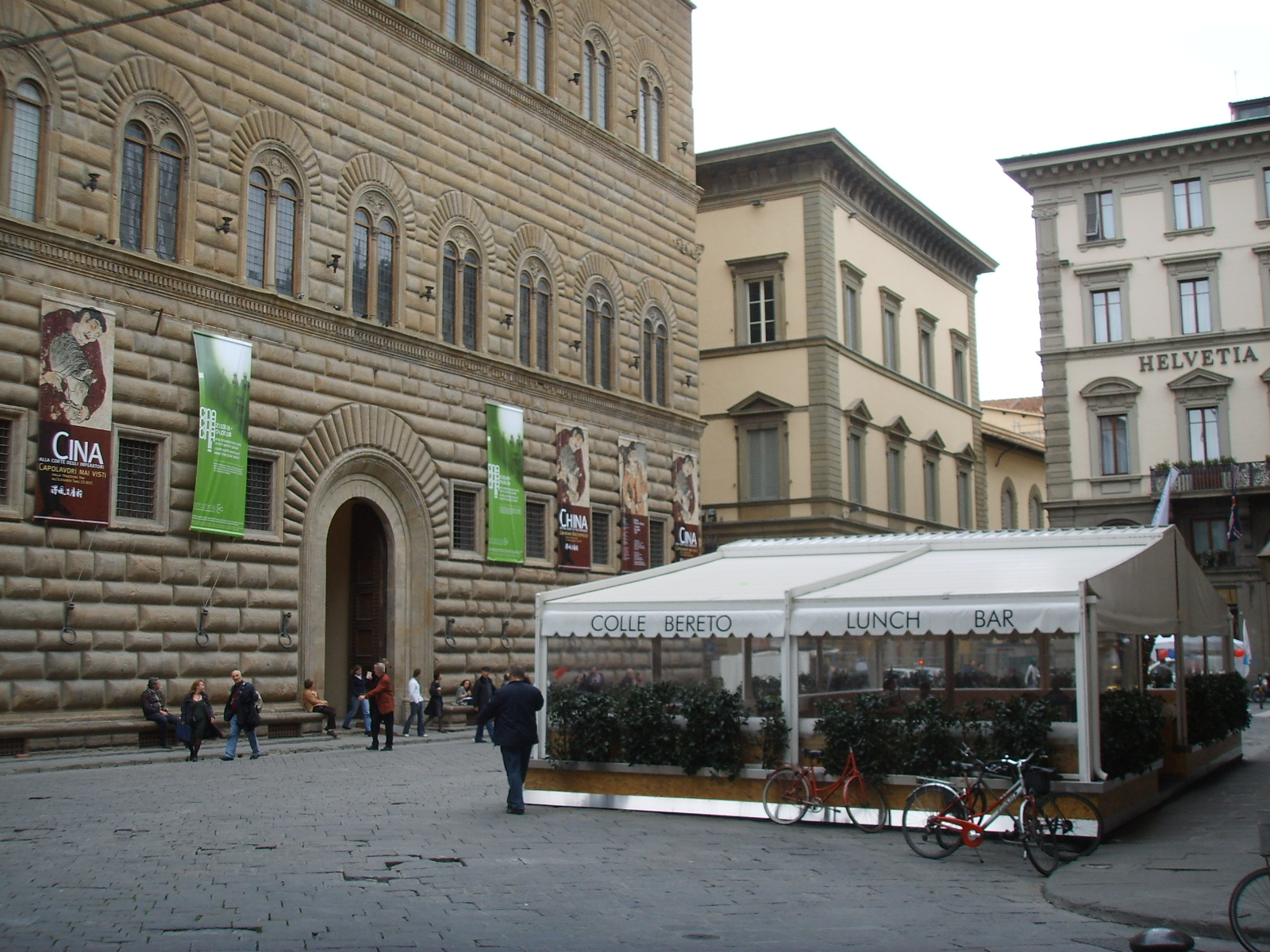
斯特罗齐广场

斯特罗齐广场（Piazza Strozzi）是意大利佛罗伦萨的一个广场，位于斯特罗齐宫前。
这一区域，和附近的共和广场一样，在19世纪经过了改造（Risanamento di Firenze）。